# Штандартенфюрер

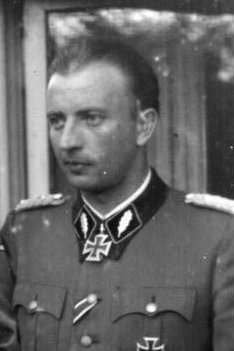
Штандартенфю́рер СС Герман Фегелейн

Штандартенфю́рер (нім. SS-Standartenführer) — спеціальне військове звання, що використовувалося у багатьох нацистських організаціях та структурах, зокрема у СА, СС, НСКК та НСФК.. Відповідало званню оберста у вермахті. В організації «Сталевий шолом» відповідало званню регіментсфюрер.
У 1929 році це звання було введене в структуру СС як звання керівників територіальних підрозділів СС штандарт (нім. SS Standarte). Зазвичай Standarte набирався з членів СС великого міста або двох-трьох менших міст.
До складу штандарту входили три штурмбани (нім. SS Sturmbann), один резервний штурмбан (з числа старших членів СС у віці 35-45 років) і оркестр (нім. Spielmannzug).
Чисельність штандарту (SS Standarte) доходила до 3500 чоловік.
З 1936 року, після створення Ваффен-СС, звання штандартенфюрера відповідало званню оберста і посаді командира полку.

## Цікаві факти
Звання штандартенфюрера носив радянський розвідник Штірліц — легендарний персонаж роману і телесеріалу «Сімнадцять миттєвостей весни».
Знаки розрізнення штандартенфюрера CC

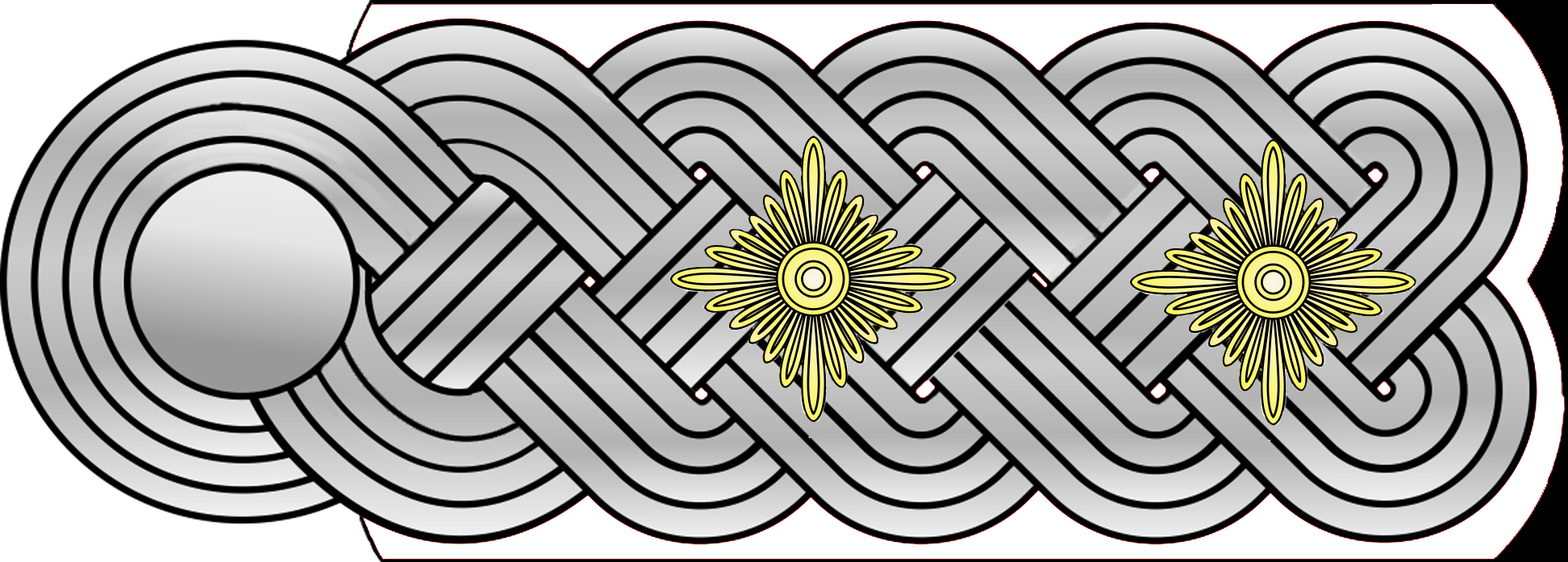
Погон
Петлиця штандартенфюрера СС
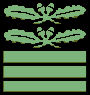
Маскувальний костюм
Службовий прапорець кадрового танкового полку Ваффен-СС